# Juval Celner
Juval Celner (hebrejsky יובל צלנר, narozen 2. března 1978) je izraelský politik a bývalý poslanec Knesetu za stranu Kadima.

## Biografie
Narodil se ve městě Ramat ha-Šaron a během své povinné vojenské služby ve výsadkářské brigádě izraelské armády byl vážně zraněn. Pracoval jako asistent Chajima Ramona v době jeho působení v čele ministerstva vnitra a později se stal šéfem úřadu premiéra Ariela Šarona. Následně pracoval až do roku 2012 jako CEO ekonomické rozvojové skupiny v Ramat ha-Šaron. V letech 1999–2003 absolvoval bakalářské studium práv na Hebrejské univerzitě v Jeruzalémě. Následovalo bakalářské a magisterské studium politologie na Telavivské univerzitě, které dokončil v roce 2007. V letech 2006–2007 zároveň vystudoval MBA na Interdisciplinary Center v Herzliji.
V minulosti byl členem Strany práce a v roce 2005 vstoupil do nově vzniklé Kadimy. Ve parlamentních volbách v roce 2009 kandidoval za stranu ze 34. místa kandidátní listiny, ale poslanecký mandát mu unikl. Poslancem se však nakonec stal 3. května 2012, když nahradil Cipi Livniovou, která na svůj mandát rezignovala po porážce ve vnitrostranické volbě předsedy strany. V parlamentu setrval do voleb v roce 2013. Poslancem se stal opět 18. prosince 2014, když nahradil svého stranického kolegu Jisra'ele Chasona, který se stal ředitelem Izraelského památkového úřadu.